# Kostrčany

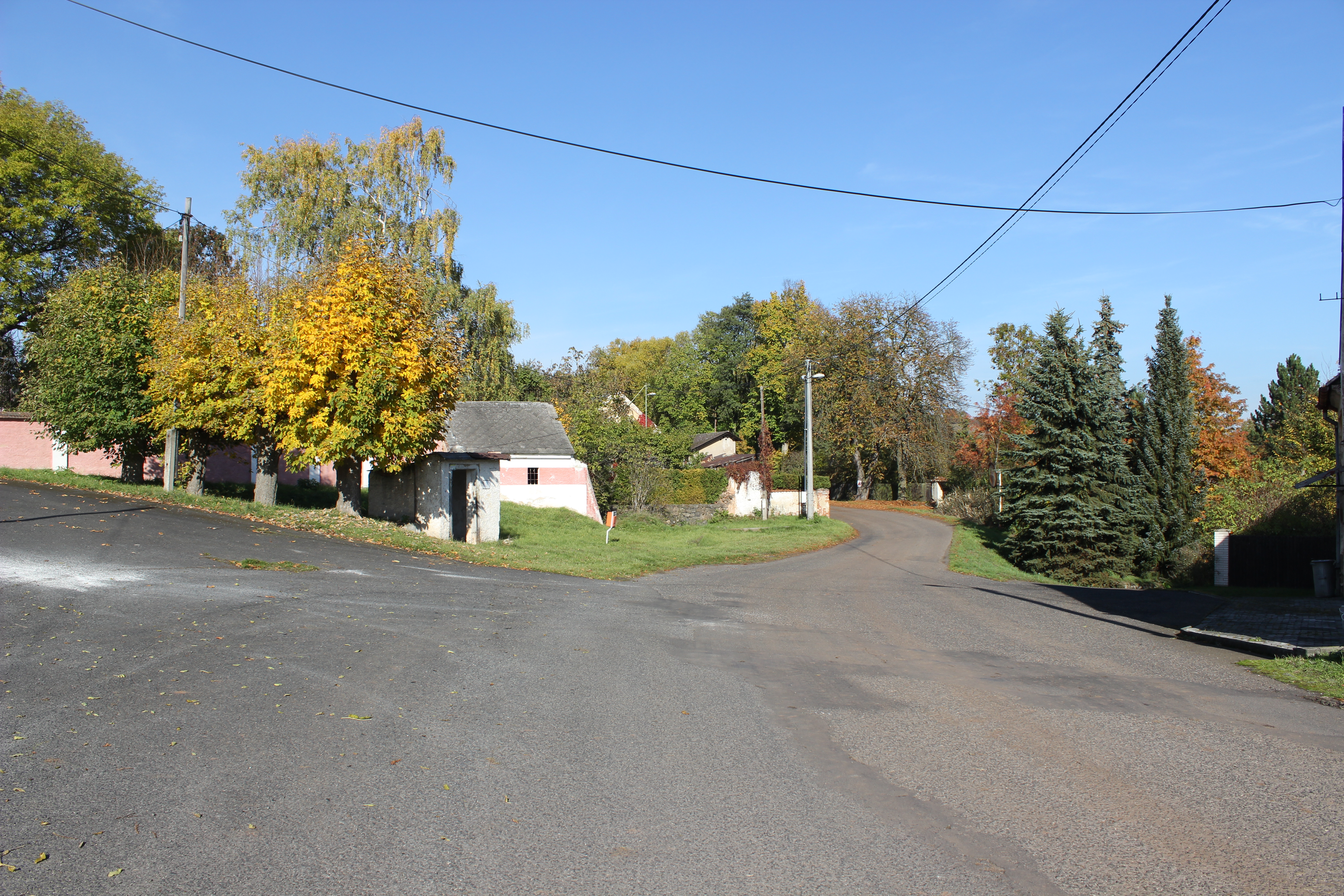
Dorfplatz

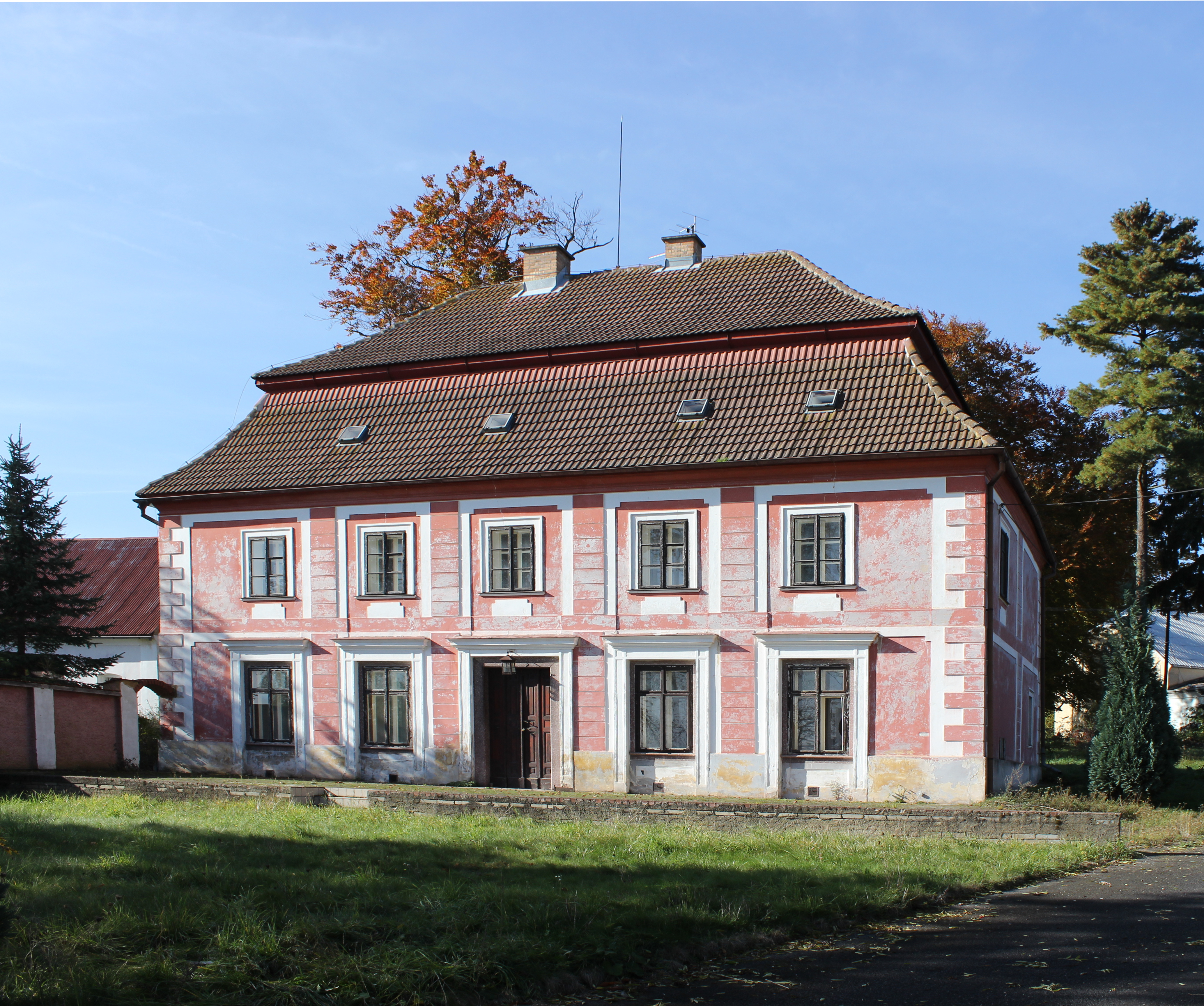
Schloss Kostrčany

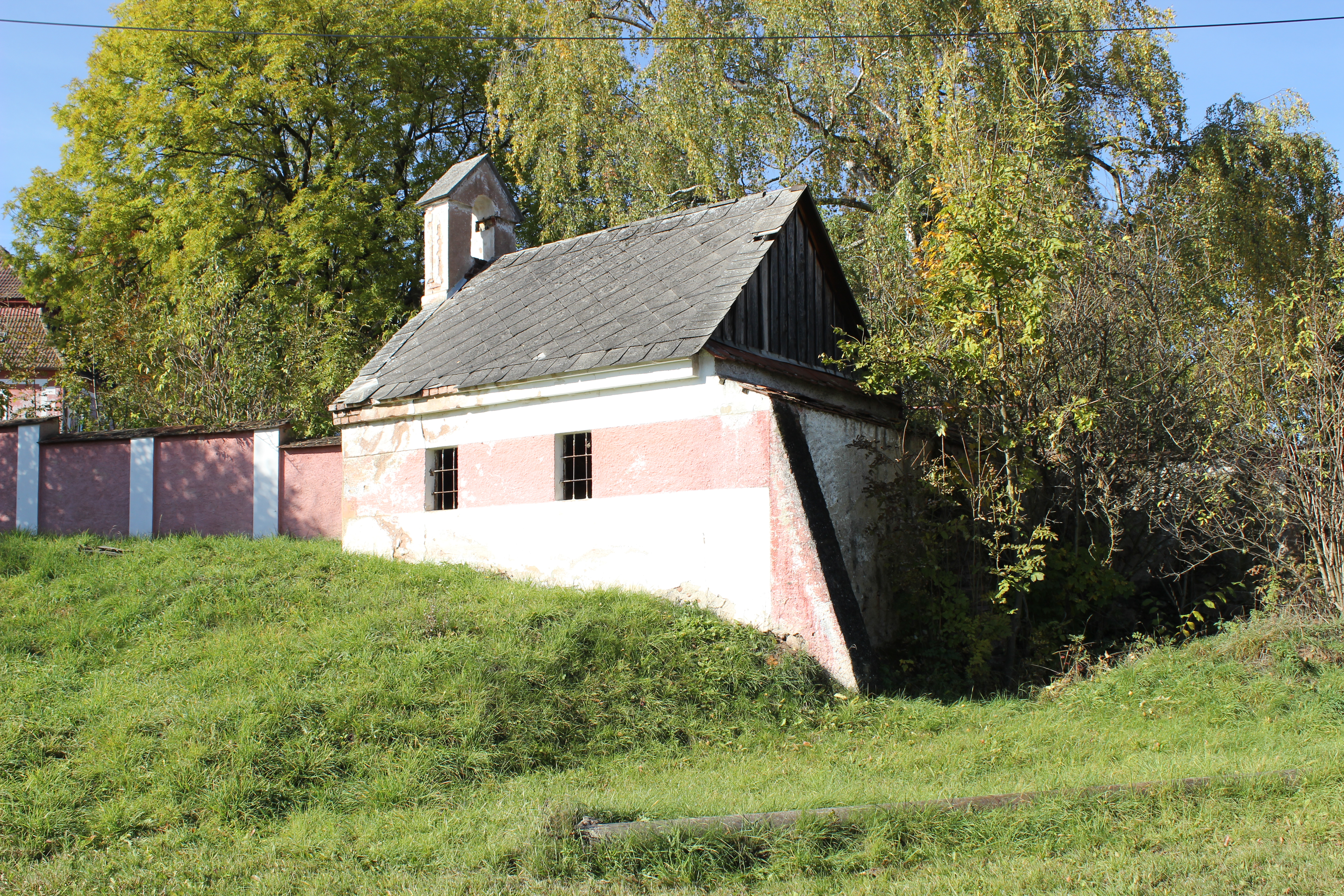
Spritzenhaus

Kostrčany (deutsch Kosterschan) ist ein Ortsteil der Gemeinde Valeč (Waltsch) in Tschechien. Das Dorf liegt 14 Kilometer südwestlich von Podbořany (Podersam) und gehört zum Okres Karlovy Vary.

## Geographie
Das Platzdorf Kostrčany befindet sich in den südöstlichen Ausläufern des Duppauer Gebirges im Tal der Blšanka (Goldbach). Nördlich erheben sich die Jedliny (Hohe Tanne; 702 m n.m.) und der Šibeniční vrch (Galgenberg; 619 m n.m.), im Nordosten der Záhořský les (558 m n.m.), südlich der Jezerský vrch (Jeserauberg; 589 m n.m.), im Südwesten der Bošovský kopec (577 m n.m.) und der Ochsenhübel (552 m n.m.), westlich der Federnitzberg (570 m n.m.) sowie im Nordwesten der Na Kalvárii (Seeberg; 604 m n.m.) und der Prokopy (Prokopiberg; 749 m n.m.).
Nachbarorte sind Jeřeň (Girschen) im Norden, Kamýk (Jamiken), Skytaly (Skytal) und Mlýnce (Linz) im Nordosten, Vesce (Wes), Horní Záhoří (Ober Dreihöfen) und Dolní Záhoří (Unter Dreihöfen) im Osten, Nahořečice (Nahoretitz), Petrův Mlýn (Petermühle) und Královské Údolí (Königsthal) im Südosten, Libkovice (Liebkowitz) und Cihelna (Ziegelhäuser) im Süden, Nová Teplice (Neu Teplitz), Bošov (Poschau) und Skřipová (Krippau) im Südwesten, Vrbice (Großfürwitz) im Westen sowie Velký Hlavákov (Groß Lubigau), Malý Hlavákov (Klein Lubigau), Hamerský Domek (Hammerwerk) und Bělá (Biela) im Nordwesten.

## Geschichte
Die erste urkundliche Erwähnung von Kostrčany erfolgte 1275 als Besitz des Mikuláš von Kostrčan. Die älteste Nachricht über die Feste stammt von 1360, als die Brüder Bušek und Jordán von Kostrčan dort ihren Sitz hatten. Die Herren von Kostrčan hielten den Besitz bis zum Ende des 15. Jahrhunderts. Im Jahre 1521 erwarb Asman von Stampach das Gut, 1571 tauschte Christoph von Stampach Kostrčany bei Ernst Lobkowitz von Hassenstein gegen das Gut Valeč ein. Dieser veräußerte das Gut 1573 an Vítek von Hartenberg. Dessen Sohn Peter verlor das Gut Kostrčany nach der Schlacht am Weißen Berg wegen seiner Beteiligung am Ständeaufstand von 1618. Das konfiszierte Gut mit der Feste wurde 1623 an den kaiserlichen Sekretär Johann Hegner von Rösselfeld verkauft. Wenig später erwarben die Czernin von und zu Chudenitz das Gut. Anna Katharina Czernin von und zu Chudenitz brachte die Güter Vidhostice und Kostrčany um 1630 in die Ehe mit Johann Ludwig Neßlinger von und zu Schelgengraben ein. Bei der Güterteilung unter dessen drei Söhnen fiel Kostrčany zusammen mit Drahonice dem ältesten, Johann Adam, zu.
Wahrscheinlich zu Beginn des 18. Jahrhunderts erfolgte der Abbruch der alten Renaissancefeste; an ihrem Platz entstand ein einflügeliges kleines Barockschloss. Als Karl Maximilian Lamotte von Frintrop 1725 das überschuldete Gut für 31.000 Gulden an Franz Carl von Clary und Aldringen (1675–1751) verkaufte, wurde auch das Schlössl erwähnt. Franz Carl von Clary und Aldringen verband das Gut Kostrzan mit seinen weiteren Gütern, die er in der Gegend besaß. Am 17. September 1755 wurde ein kaiserlicher Kommissar mit dem Verkauf einiger verschuldeter Güter des Karl Ignaz von Clary und Aldringen beauftragt. Adam Franz von Hartig erwarb am 20. Oktober desselben Jahres die Güter Kostrzan, Libin und Libkowitz für 138.000 Gulden. Im Jahr darauf veräußerte Ludwig Johann von Hartig das Gut Kostrzan für 31.000 Gulden an Anton Josef Klement. Nachdem sich Klement damit verschuldet hatte, bestellte er 1771 Kommissare für den Verkauf des Gutes Kostrzan, das schließlich im November 1772 an Karl von Nikelsberg verkauft wurde. Letzterer machte das Gut wieder schuldenfrei und verkaufte es 1793 für 35.500 Gulden an Ignaz Schreitter, der es 1801 für 70.000 Gulden an Franz Josef Zeidler veräußerte. Zeidler überließ das Gut 1803 für 82.000 Gulden an Emanuel Reichl, von dem es zwei Jahre später Anton Lachmann zum Kaufpreis von 90.000 Gulden erwarb. Nach dessen Tod verkauften die Erben – Lachmanns Witwe Anna mit ihren Söhnen Aloys und Franz und der Tochter Karoline Nedorostová – das Gut Kostrzan 1831 für 45.000 Gulden an Karl Leopold Stieber und seine Frau Anna, geborene Elster. 1843 veräußerten die Eheleute Stieber das Gut für 60.000 Gulden an Georg Friedrich Schramm.
Im Jahre 1845 umfasste das im Elbogener Kreis gelegene Gut Kosteřan eine Nutzfläche von 368 Joch 1162 Quadratklafter, davon überwiegend Ackerland. Das einzig zugehörige Dorf Kosteřan bestand aus 34 Häusern mit 246 deutschsprachigen Einwohnern, darunter fünf jüdischen Familien. Im Ort gab es ein herrschaftliches Schloss, einen dominikalen Meierhof mit Schäferei, ein Jägerhaus, zwei dominikale Mühlen und ein Wirtshaus. Pfarrort war Nahořetitz. 1849 erfolgte die Rückabwicklung des Verkaufs an Schramm, da dieser die Bedingungen aus dem Kauf wegen anderweitiger Verpflichtungen nicht erfüllen konnte. Bis zur Mitte des 19. Jahrhunderts blieb Kosteřan ein landtäfliges Gut.
Nach der Aufhebung der Patrimonialherrschaften bildete Kosterzan / Kostrčany ab 1850 eine Gemeinde im Gerichtsbezirk Luditz. Ab 1868 gehörte Kosterzan zum Bezirk Luditz. Im Jahre 1869 bestand das Dorf aus 45 Häusern und hatte 251 Einwohner. In den 1890er Jahren verkaufte die Familie Stieber das Schloss und Gut Kosterzan an Marie Brechler von Troskowitz. Im Jahre 1900 hatte Kosterzan 181 Einwohner, 1910 waren es 197. Nach dem Ersten Weltkrieg zerfiel der Vielvölkerstaat Österreich-Ungarn, die Gemeinde wurde 1918 Teil der neu gebildeten Tschechoslowakischen Republik. Beim Zensus von 1921 lebten in den 39 Häusern der Gemeinde 181 Personen, darunter 175 Deutsche und zwei Tschechen. Neue Besitzer des Schlosses wurden in den 1920er Jahren die Eheleute Karl und Luisa Schreitter-Schwarzenfeld. 1930 lebten in den 39 Häusern von Kosterschan 168 Personen. Die Familie Schreitter-Schwarzenfeld verpachtete den Gutshof in den 1930er Jahren an Heinrich Epstein, bewohnte aber weiterhin das Schloss. Nach dem Münchner Abkommen wurde Kosterschan im Oktober 1938 dem Deutschen Reich zugeschlagen und gehörte bis 1945 zum Landkreis Luditz. 1939 hatte die Gemeinde wiederum 168 Einwohner. Nach dem Ende des Zweiten Weltkrieges kam Kostrčany zur wiedererrichteten Tschechoslowakei zurück. Nach der Aussiedlung der deutschen Bewohner wurde Kostrčany mit Tschechen wiederbesiedelt. Im Zuge der Gebietsreform von 1948 wurde der Okres Žlutice aufgelöst und die Gemeinde Kostrčany zum 1. Februar 1949 dem Okres Podbořany zugeordnet. 1950 lebten in den 27 Häusern von Kostrčany 75 Personen. Bei der Gebietsreform von 1960 wurde Kostrčany in den Okres Karlovy Vary eingegliedert. Im selben Jahre erfolgte die Eingemeindung von Nahořečice. Zum 1. Januar 1975 wurde Kostrčany zusammen mit Nahořečice nach Valeč eingemeindet. 1991 bestand Kostrčany aus 16 Wohnhäusern und hatte 40 Einwohner. 2011 lebten in den 17 Häusern von Kostrčany 40 Menschen.

## Ortsgliederung
Zu Kostrčany gehört die Einschicht Horní Mlýn (Obermühle). Der Ortsteil Kostrčany bildet einen Katastralbezirk.

## Sehenswürdigkeiten
- Schloss Kostrčany, der früher von einem Park umgebene Barockbau befindet sich im westlichen Teil des Dorfes auf einem erhöhten Platz. Es wurde im 18. Jahrhundert anstelle einer Feste errichtet. Südlich schließt sich der Gutshof an. Nachdem Ende des Zweiten Weltkrieges wurde die Familie Schreitter-Schwarzenfeld enteignet und das Schloss als Verwaltungsgebäude des Staatsgutes Kostrčany genutzt. Nach 1990 wurde das Schloss und das Gut privatisiert. Der neue Besitzer ließ das Schloss originalgetreu rekonstruieren.
- Spritzenhaus, es wurde unterhalb des Schlosses an der Gutshofmauer errichtet. In der zweiten Hälfte des 20. Jahrhunderts wurde es dem Verfall überlassen und als Lager genutzt. Bis zum Ende des 20. Jahrhunderts hing im Glockenturm noch die Glocke. Das verfallene Spritzenhaus steht heute leer.[6]